# Оберле (Охајо)
Оберле (енгл. Oberlin) град је у америчкој савезној држави Охајо.

## Демографија
По попису из 2010. године број становника је 8.286, што је 91 (1,1%) становника више него 2000. године.
| Група             | 2000.         | 2010.         |
| Белци             | 5.790 (70,7%) | 5.827 (70,3%) |
| Афроамериканци    | 1.520 (18,5%) | 1.230 (14,8%) |
| Азијати           | 279 (3,4%)    | 335 (4,0%)    |
| Хиспаноамериканци | 249 (3,0%)    | 423 (5,1%)    |
| Укупно            | 8.195         | 8.286         |